# Koldu-patak
A Koldu-patak a Zempléni-hegységben ered, Rátka északkeleti határában, Borsod-Abaúj-Zemplén vármegyében, mintegy 300 méteres tengerszint feletti magasságban. A patak forrásától kezdve délnyugati irányban halad, majd Rátka nyugati részénél éri el a Szerencs-patakot.

## Part menti település
- Rátka